# Barranc del Triador
El Barranc del Triador és un barranc del terme municipal de Sort, a la comarca del Pallars Sobirà, dins del que fou l'antic terme de Llessui.
Es forma en el vessant nord-oriental de la Serra d'Altars, a llevant del Coll del Triador, des d'on davalla cap al nord-est resseguint tot el vessant oriental del Tossal de Pamano. S'aboca en el Barranc de Pamano just al costat sud-oest de la Borda de Móra.